# Bandiera del Suriname
La bandiera del Suriname è composta da cinque bande orizzontali in verde-bianco-rosso-bianco-verde (proporzioni 2-1-4-1-2). Il verde simboleggia i campi e le foreste, così come anche la speranza, il rosso amore e progresso, mentre il bianco giustizia e libertà. Al centro della banda rossa è presente una grossa stella gialla a cinque punte, a rappresentare l'unità delle varie etnie e delle culture coesistenti. Il suo colore viene tradizionalmente interpretato come appello al sacrificio, alla fiducia in sé stessi e all'altruismo del popolo teso al progresso.
Fu adottata il 25 novembre 1975, in seguito all'indipendenza.

## Bandiera coloniale

Bandiera coloniale

Prima dell'indipendenza la bandiera della ex Guyana olandese era formata da 5 stelle colorate collegate da una linea ellittica su campo bianco. Le stelle rappresentavano i 5 gruppi etnici principali del paese.